# ISpeed
iSpeed è una montagna russa del tipo launched coaster, situata nel parco divertimenti Mirabilandia, nel ravennate. Ha sostituito l'ottovolante in legno Sierra Tonante dal 2009 ed è stato inaugurato il 20 giugno di quell'anno alla presenza di un ospite d'eccezione: il campione di motociclismo classe 250 Marco Simoncelli.
Raggiungendo i 120 chilometri orari di velocità è il più veloce rollercoaster presente in Italia.

## Descrizione

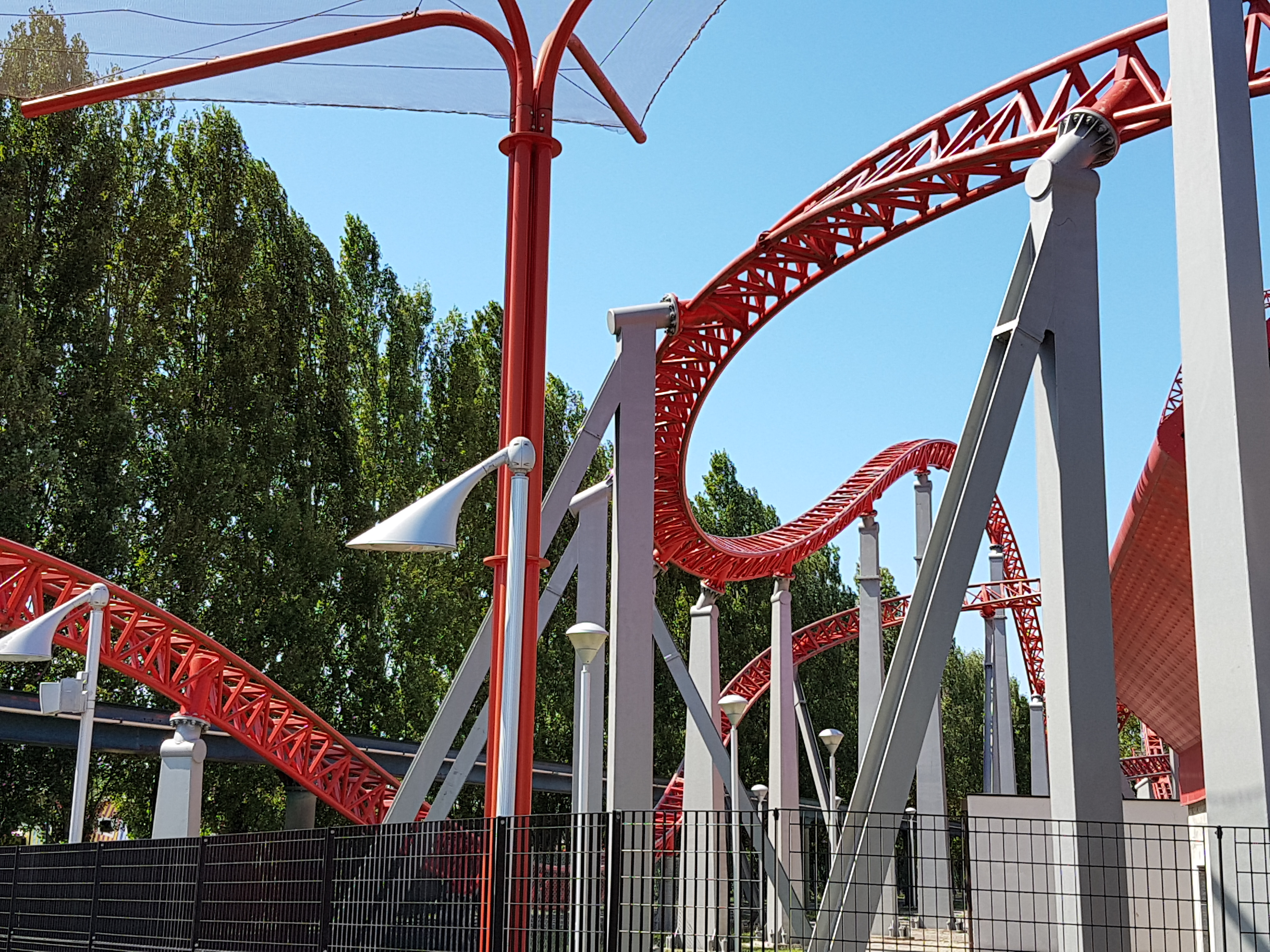
Un particolare del percorso

iSpeed rientra nella tipologia dei launched coaster in quanto ha, come caratteristica principale, un lancio magnetico che rimpiazza la classica catena di traino lungo la prima salita. Gli acceleratori magnetici sono in grado di lanciare il treno con un'accelerazione da 0 a 100 km/h circa in soli 2,2 s con una velocità massima di 120 km/h circa. 
(Sequenza audio che, integrata al semaforo, annuncia il lancio)
Presenta un'altezza massima di 55 m, raggiunta dal treno subito dopo il lancio. Dopo la prima discesa con pendenza di 90°, il percorso procede in lunghezza per circa 1000 m con le seguenti evoluzioni in ordine: un top hat, un corkscrew e un inline-twist.

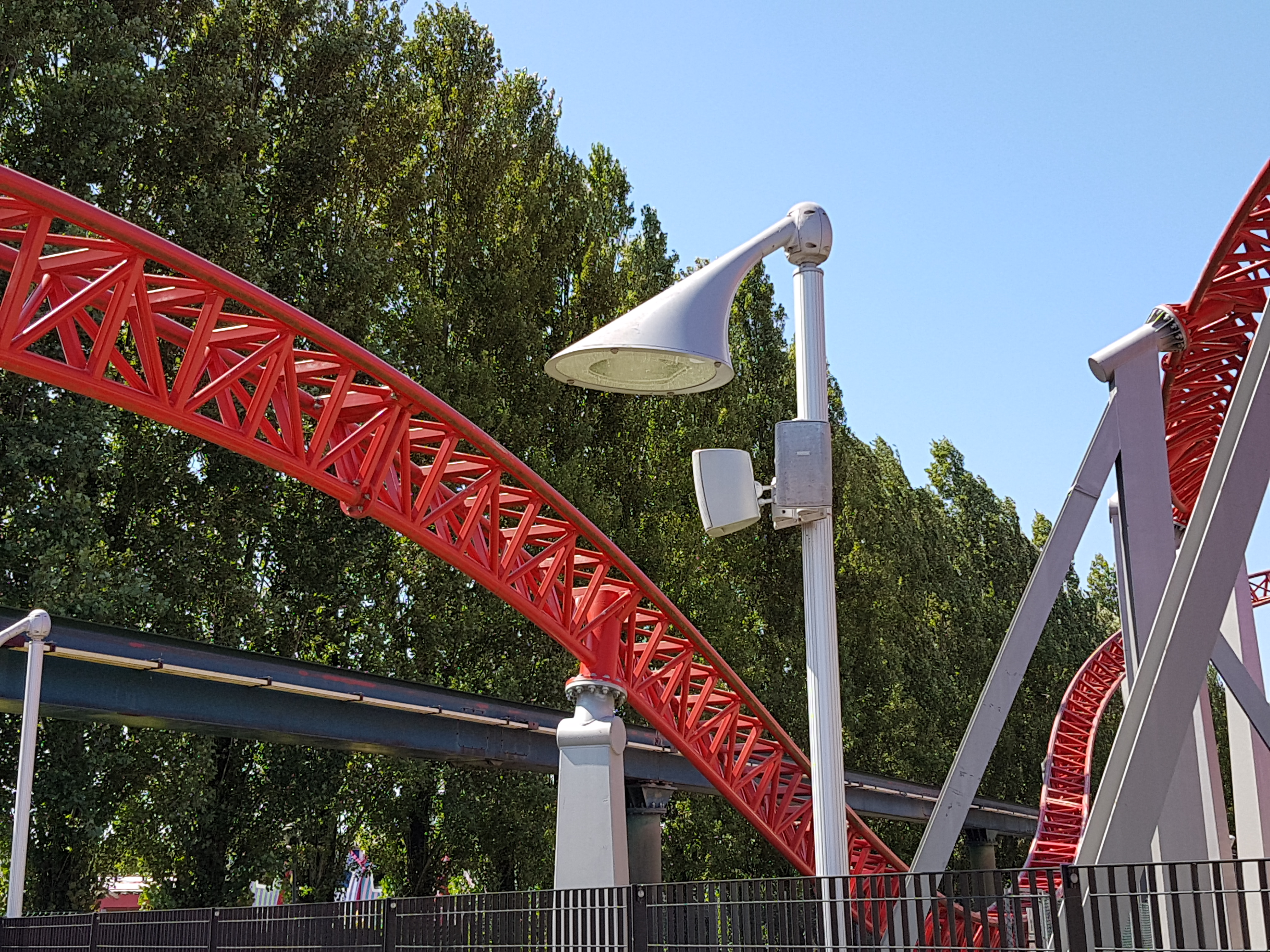
La parte finale del percorso dell'attrazione

La ditta produttrice è Intamin, mentre il progetto è stato interamente concepito dallo studio tedesco d'ingegneria Ingenieur Büro Stengel GmbH, già ideatore di Sierra Tonante e Katun.
Con un tracciato di colore rosso e una stazione somigliante a un paddock, iSpeed è ispirato al mondo dei motori e, più specificatamente, rende onore ai bolidi di Formula 1. Ha un totale di 2 inversioni.
I tre treni disponibili ricalcano le forme di una monoposto: sono divisi in 3 vagoni di 4 posti ciascuno, per un totale 12 passeggeri a treno. La capacità oraria è di circa 900 persone. 
È una delle poche attrazioni di Mirabilandia ad avere un limite di altezza massimo oltre che minimo, stabilito a 1,95 m; questa è una precauzione presa in considerazione degli spazi stretti che il treno attraversa durante una corsa, anche se un'altezza superiore a questa quota non risulta essere pericolosa.